# 锡安主义者政治暴力

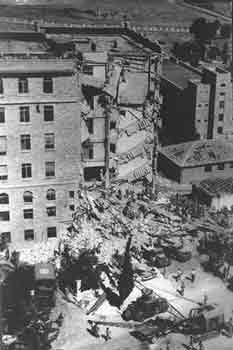
大卫王酒店爆炸案发现场，1946年。英国谴责其为暴力恐怖袭击事件，以色列则在爆炸案六十周年纪念仪式上称英国未及时疏散。

锡安主义者为了实现犹太民族复国的最终目标，在1948年现代以色列建国之前及建国初期曾大量使用政治暴力。始于1924年对犹太反锡安主义者。大卫王酒店爆炸案达到顶峰，而代尔亚辛村大屠杀最终引起阿拉伯国家众怒，并使得第一次中东战争爆发。